# Museum im Ritterhaus

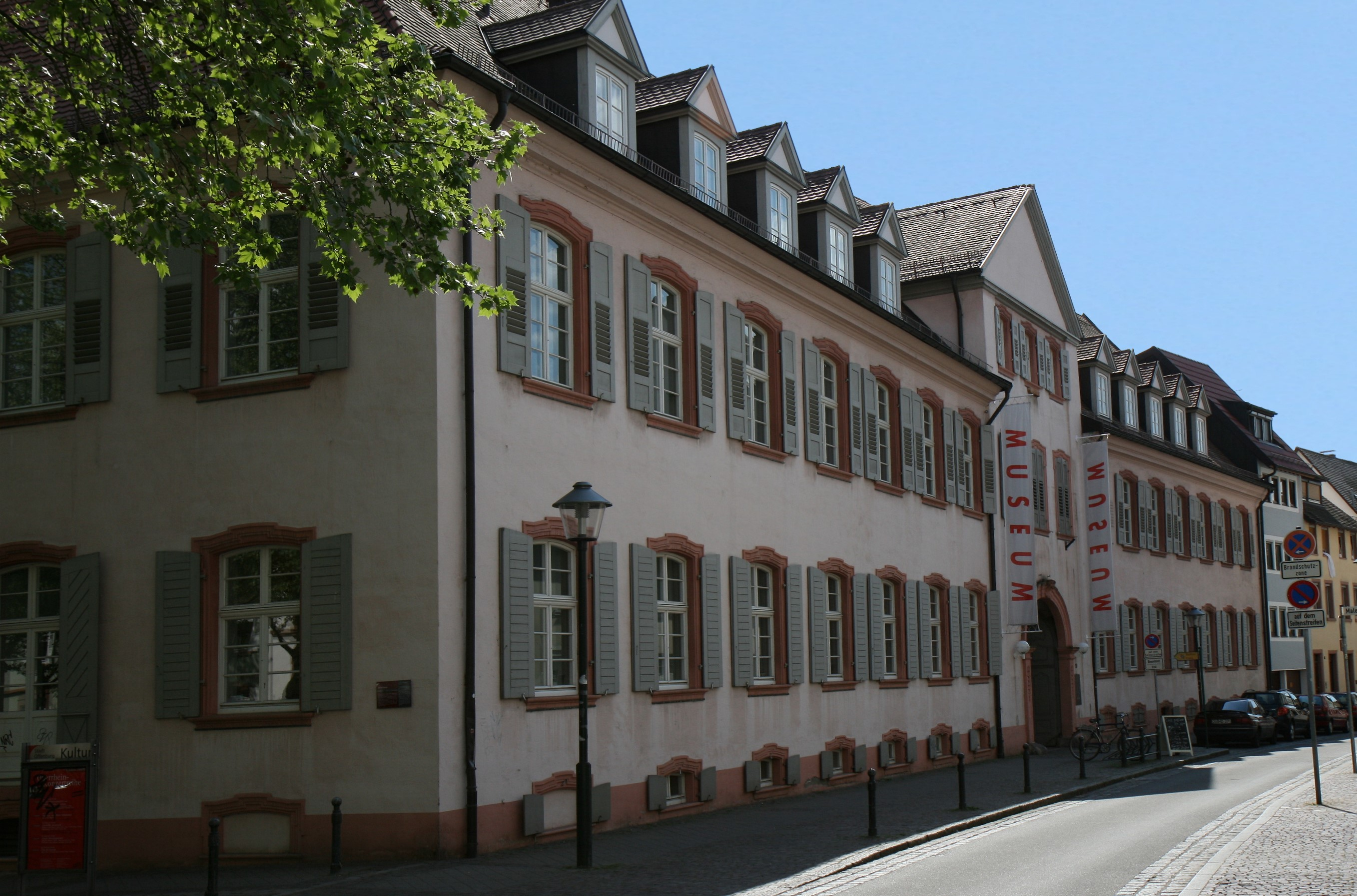
Offenburger Ritterhaus

Das Museum im Ritterhaus ist ein Museum in Offenburg in Baden-Württemberg. Es wurde im Jahr 1900 als „Museum für Natur- und Völkerkunde“ von Carl Frowin Mayer eröffnet und ist seit 1959 im ehemaligen Ritterhaus der Ortenauer Reichsritterschaft untergebracht. Die Schwerpunkte der Sammlungen des Museums liegen in den Bereichen Stadtgeschichte, Archäologie, Geologie und Naturkunde, Völkerkunde und Jagdtrophäen sowie religiöse Volkskunst, in dem Haus ist zudem das städtische Archiv untergebracht.

## Geschichte
Das Ritterhaus wurde 1784 als Herrenhaus des Reichsschultheißen Franz Georg von Rienecker mit klassizistischen Elementen erbaut. Zwischen 1803 und 1806 beherbergte es das vorher in Kehl eingerichtete Direktorium der Ortenauer Reichsritterschaft. In dieser Reichsritterschaft hatte sich der reichsunmittelbare Adel der Ortenau zusammengeschlossen. 1806 wurde die Ritterschaft mediatisiert. Sie verlor damit ihre reichsunmittelbare Stellung und löste sich auf. Das Gebäude wurde zum Revisorat des badischen Oberamts.
1848/49 wurde Offenburg von preußischen Truppen besetzt, nachdem die Badische Revolution von 1848/49 gescheitert war, und das Ritterhaus diente einige Jahre als Kaserne. Am 1. Oktober 1864 zog das Haus- und Hofgericht der badischen Justizverwaltung in das Gebäude, ab 1879 wurde es das badische Landgericht. Im Rahmen des Einzugs wurde das Gebäude baulich verändert und ein Neubau hinter dem Hof errichtet, der den Schwurgerichtssaal aufnahm; kurz vor 1900 erfolgte der Ausbau des Dachgeschosses.

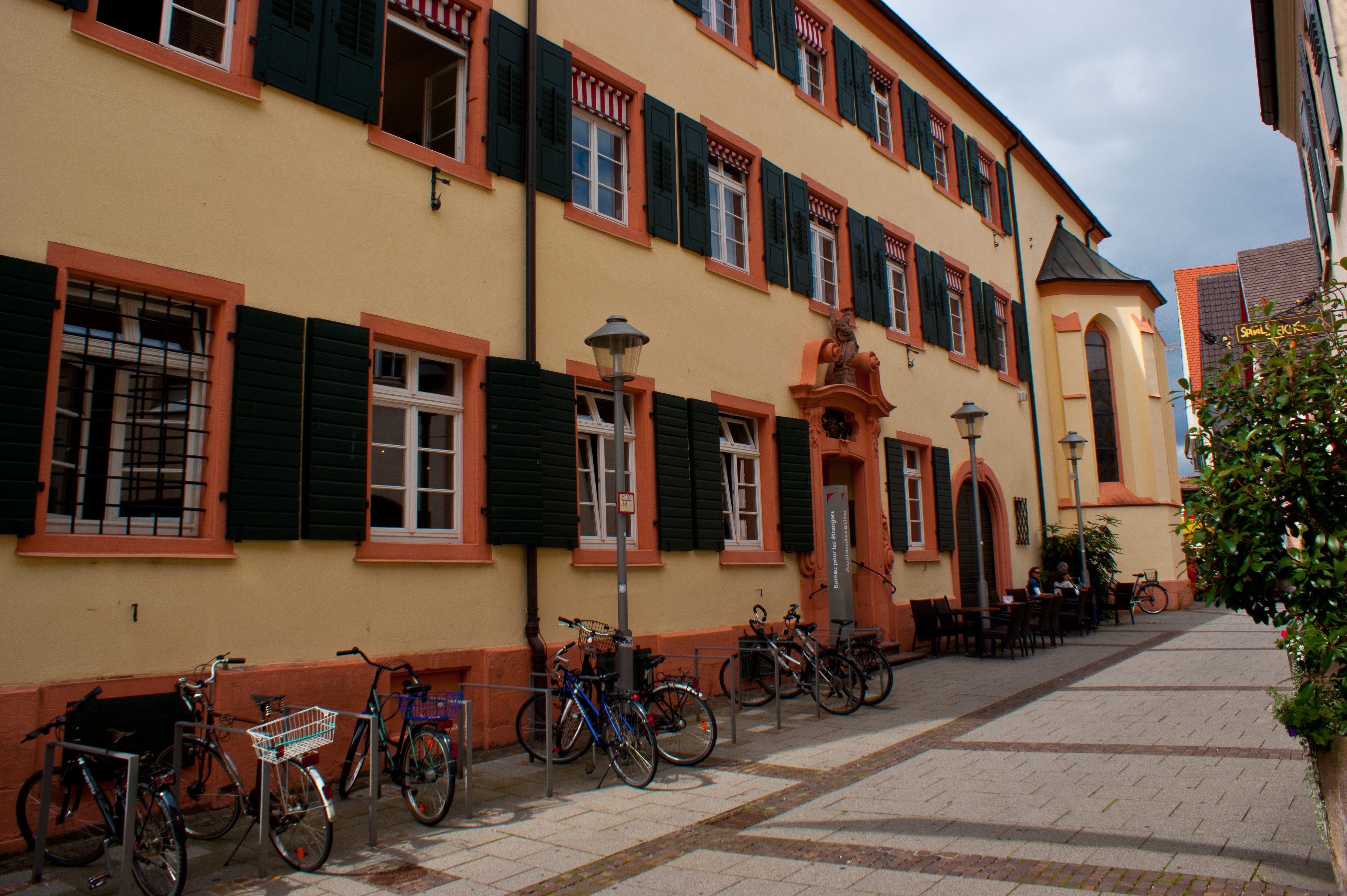
St. Andreas-Spitals in Offenburg; hier war das Museum für Natur- und Völkerkunde von 1900 bis 1959 untergebracht.

Bereits 1894 begann der Kreissekretär Carl Frowin Mayer (1827–1919) mit Unterstützung der Stadträte Georg Monsch und Adolf Geck, eine städtische Sammlung aufzubauen. Zur Präsentation eröffnete er im Jahr 1900 ein „Museum für Natur- und Völkerkunde“ im Gebäude des St.-Andreas-Spitals in Offenburg., das er bis 1917 leitete.
1917 übernahm Ernst Batzer die Leitung und prägte die Sammlung bis zu seinem Tod 1938, wobei er den Schwerpunkt von der Naturkunde, Mineralogie und Völkerkunde auf die Heimatgeschichte lenkte. 1924 wurde das Museum in „Städtische Sammlungen“ umbenannt. 
1957 errichtete der Staat ein neues Justizgebäude in der Oststadt, so dass die Stadt Offenburg das Ritterhaus im August 1958 kaufen konnte. 
1959 wurde die Sammlung gemeinsam mit dem Amt für Familie und Jugend im ehemaligen Ritterhaus untergebracht, 1964 kam das Archiv der Stadt hinzu. 1978 zog das Amt für Familie und Jugend in einen Neubau. 1985 bis 1988 fand eine Renovierung und ein Umbau des Gebäudes statt und 1989 wurde das Museum 1989 nach einer völligen Neugestaltung wiedereröffnet.

## Bauwerk
Es handelt sich um ein zweistöckiges Haus mit siebzehn Fensterachsen. Es ist durch einen dreistöckigen, mit einem Dreiecksgiebel abgeschlossenen Mittelrisalit gegliedert. In der Hofecke befindet sich ein Turm aus dem 18. Jahrhundert mit einer Wendeltreppe aus rotem Sandstein, die ohne Spindel bis zum Dachgeschoss führt.

## Ausstellungen und Sammlung
Das Museum beherbergt Sammlungen mit den Schwerpunkten Stadtgeschichte, Archäologie, Geologie und Naturkunde, Völkerkunde und Jagdtrophäen sowie Religiöse Volkskunst. Der Bestand umfasst  mehr als 10.000 Objekte. 
Neben archäologischen Ausgrabungsstücken in der neuen Präsentation „Verdammt lang her! Archäologie in der Ortenau“ sind stadtgeschichtliche Zeugnisse vom Mittelalter bis in die Gegenwart zu sehen.
Im 1. Obergeschoss zeigt die Dauerausstellung „Zwischen Revolution und Wirtschaftswunder“ den politischen und wirtschaftlichen Weg Offenburgs in die Moderne, von der Revolution 1848 bis zum Wirtschaftswunder in den 1950er Jahren. Dort ist auch die Abteilung „Reichsstadt“, die die Geschichte der Stadt Offenburg von ihrer Gründung im 11. Jahrhundert bis Ende des 18. Jahrhunderts thematisiert, untergebracht.
Die 2015 neu gestaltete Naturkundeabteilung „Wald – Land – Fluss“ präsentiert Wissenswertes zur regionalen Naturkunde und geologische Exponate aus der Ortenau mit vielen Hand-on Stationen zum Anfassen und Ausprobieren.
Die 2017 neukonzipierte kolonialzeitliche Völkerkundesammlung und die Großwildtrophäen der Sammlung Cron werden im 2. Obergeschoss in der Ausstellung „Ein Fenster zur Welt“ präsentiert. 
Zudem gehören mehrere Außenstellen zu dem Museum:

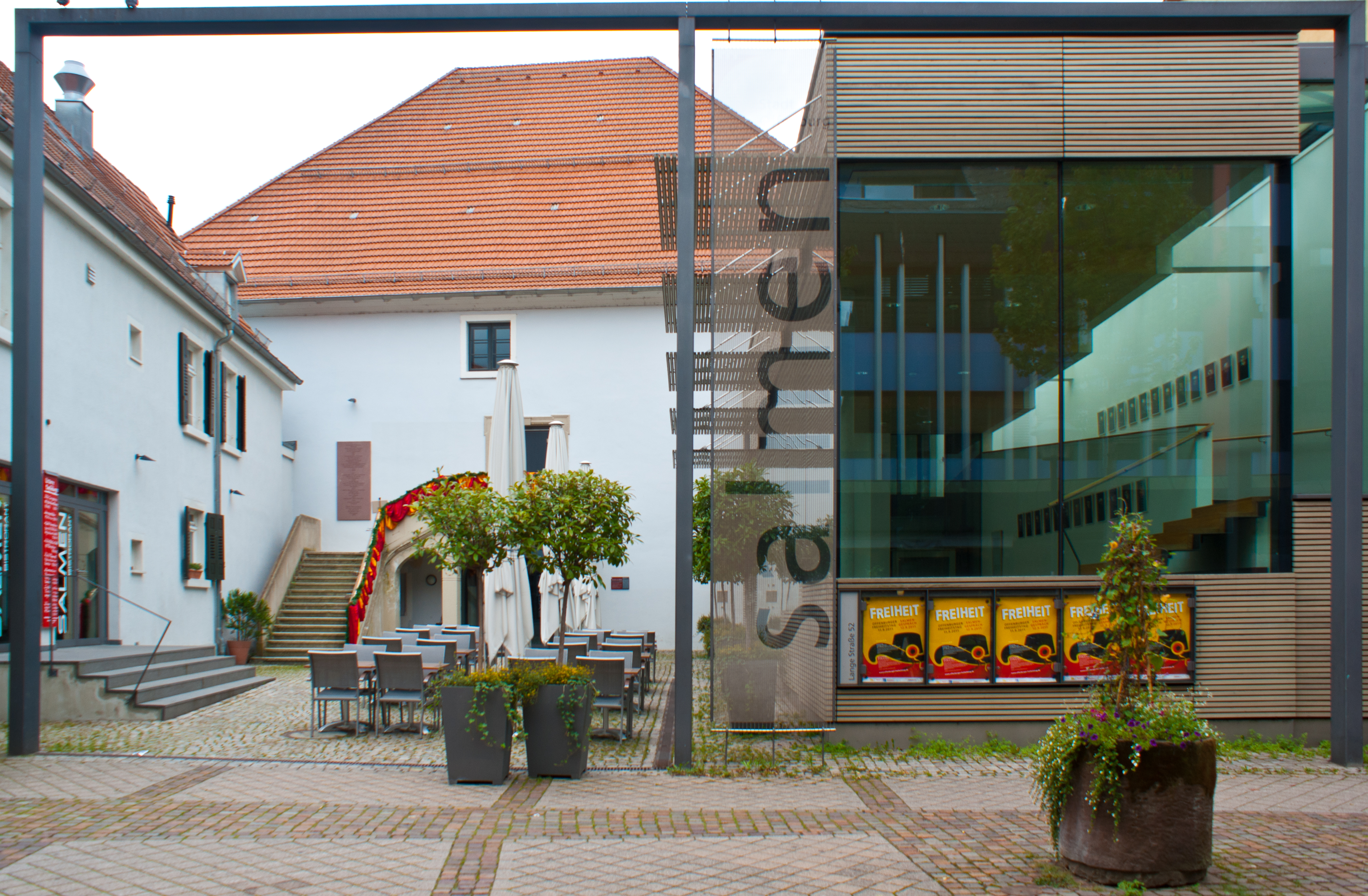
Die Salmen gehören zu den Außenstellen des Museums im Ritterhaus.

- die Städtische Galerie im Kulturforum, die Ausstellungen zur zeitgenössischen Kunst präsentiert
- die Salmen, eine Gedenkstätte zur Geschichte der badischen Revolution und zur Geschichte der Juden in Offenburg
- das Atelierhaus Vollmer des 1975 verstorbenen Glaskünstlers Karl Vollmer
- das Lapidarium mit einer Sammlung historischer Steinbildwerke im Keller und Garten des Aenne-Burda-Stifts
- die Mikwe, ein spätmittelalterliches oder frühneuzeitliches jüdisches Ritualbad
- der Jüdische Friedhof auf dem Areal des Waldbachfriedhofs.